# Conostephium
Conostephium es un género  de plantas fanerógamas perteneciente a la familia Ericaceae.  Comprende 13 especies descritas y de estas, solo 10 aceptadas.

## Taxonomía
El género  fue descrito por George Bentham y publicado en  Enumeratio plantarum quas in Novae Hollandiae ora austro-occidentali ad fluvium Cygnorum et in sinu Regis Georgii collegit Carolus Liber Baro de Hügel 76. 1837. species

## Especies aceptadas
A continuación se brinda un listado de las especies del género Conostephium aceptadas hasta febrero de 2014, ordenadas alfabéticamente. Para cada una se indica el nombre binomial seguido del autor, abreviado según las convenciones y usos. 
- Conostephium drummondii
- Conostephium halmaturinum'
- Conostephium marchantiorum
- Conostephium minus
- Conostephium nitens
- Conostephium pendulum
- Conostephium planifolium
- Conostephium preissii
- Conostephium roei
- Conostephium uncinatum